# Mehrzweckponton

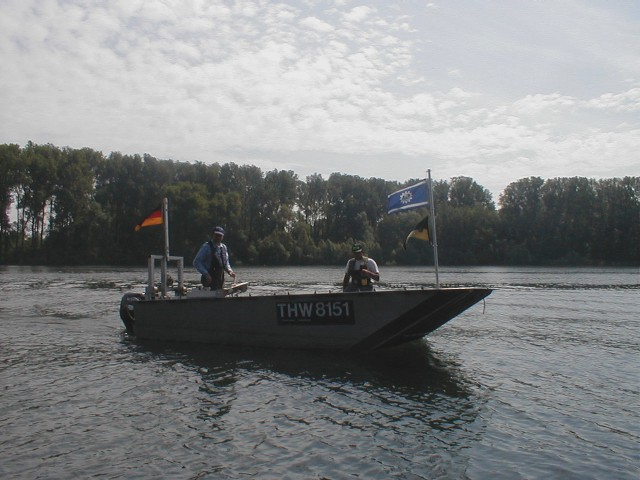
Ein Halbponton

Das Mehrzweckponton (MZPt) ist ein standardisiertes Allzweckwasserfahrzeug der Fachgruppe Wassergefahren, Typ B im Technischen Hilfswerk und dient zum Transport von Menschen, Tieren und Gütern. Es ist aus Aluminium gefertigt und durch integrierte Auftriebskörper selbstschwimmend. Als Antrieb finden Außenbordmotoren mit einer Leistung von 25 bis 50 kW Verwendung. 
Je nach Einsatzzweck können einzelne Halbpontons zusammengekuppelt und flexibel mit einem Überbau versehen werden. Durch weitgehende Standardisierung ist es möglich, das Material verschiedener Ortsverbände zu kombinieren.
So lassen sich etwa Arbeitsplattformen, Fähren, Anlegestellen, Stege oder auch größere Brücken auf binnen- oder küstennahen Gewässern realisieren.  

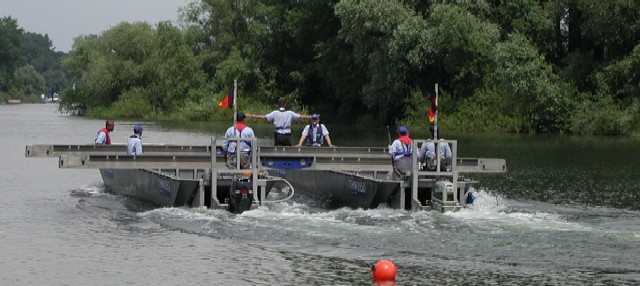
Arbeitsplattform aus 2 gekuppelten Ganzpontons mit Überbau